# Parornix compressa
Parornix compressa är en fjärilsart som beskrevs av Paolo Triberti 1990. Parornix compressa ingår i släktet Parornix och familjen styltmalar.
Artens utbredningsområde är:
- Afghanistan.
- Pakistan.

Inga underarter finns listade i Catalogue of Life.